# Simon Wiesenthal

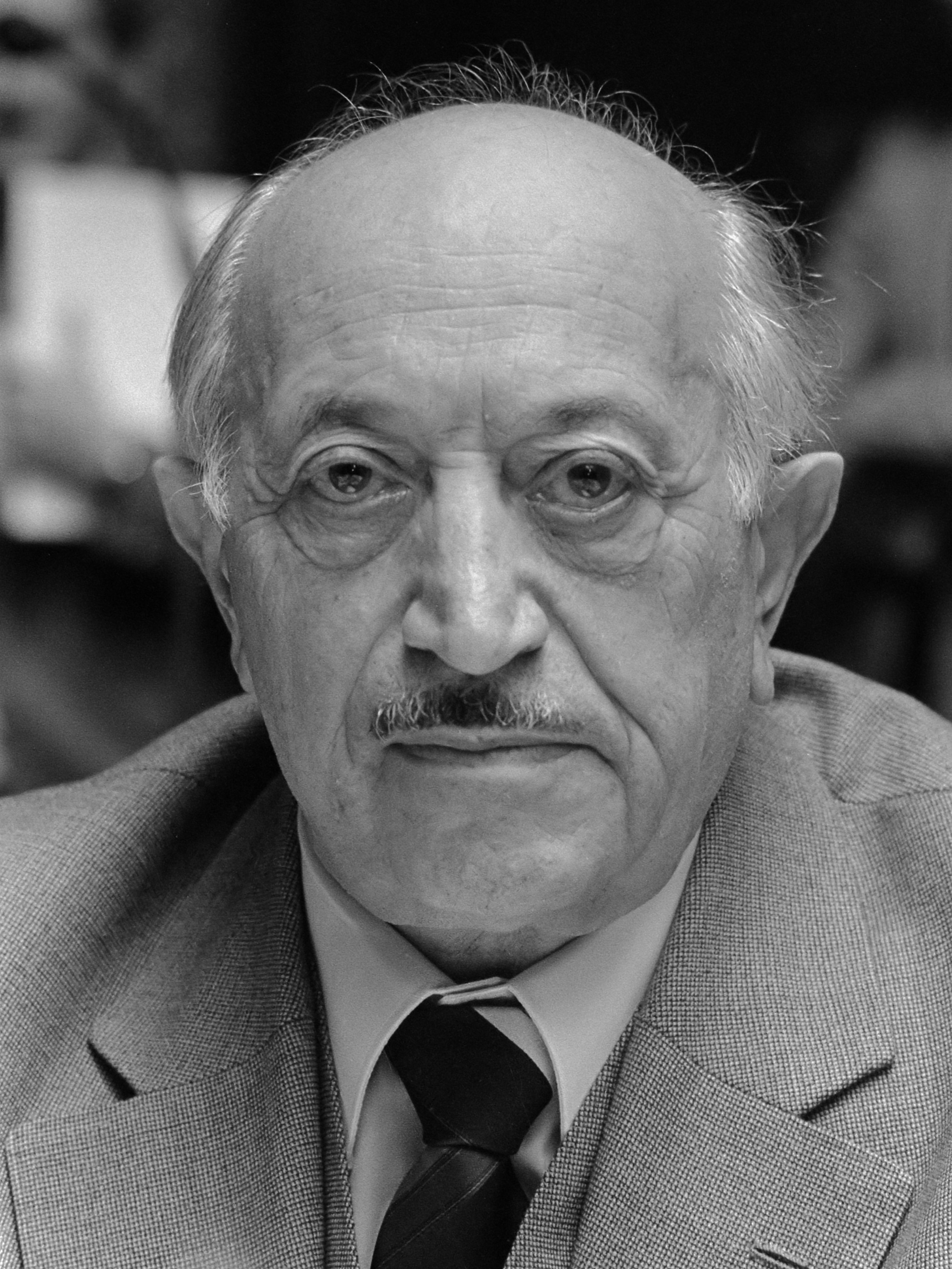
Simon Wiesenthal (1982)

Simon Wiesenthal (geboren 31. Dezember 1908 in Butschatsch, Galizien, Österreich-Ungarn, heute Ukraine; gestorben 20. September 2005 in Wien, Österreich) war ein österreichisch-jüdischer Architekt, Publizist und Schriftsteller.
Als Überlebender des Holocausts machte er nach seiner Befreiung aus dem Konzentrationslager Mauthausen im Mai 1945 die „Suche nach Gerechtigkeit für Millionen unschuldig Ermordeter“ zu seiner Lebensaufgabe. Dadurch wurde er zu einem Zeitzeugen, der weltweit nach Tätern aus der Zeit des Nationalsozialismus fahndete, um sie einem juristischen Verfahren zuzuführen. Er gründete das Dokumentationszentrum Jüdische Historische Dokumentation in Linz und später das Dokumentationszentrum des Bundes Jüdischer Verfolgter des Naziregimes in Wien.
Wiesenthal verstand sich nicht als „Nazijäger“, wie er im Laufe der Zeit sowohl anerkennend von Anhängern als auch ablehnend von Gegnern bezeichnet wurde, sondern eher als Rechercheur, der jene zur Verantwortung ziehen wollte, die an der geplanten „Endlösung der Judenfrage“ mitgewirkt hatten. Entsprechend lehnte er die Kollektivschuldthese nach einem frühen Umdenken ab. In seinem Buch Recht, nicht Rache unterschied er ausdrücklich zwischen „Nationalsozialisten“ und „NS-Verbrechern“. Wiesenthal sah in seiner Tätigkeit unter anderem die Pflichterfüllung, als Zeitzeuge und Überlebender des Holocausts vor dem Vergessen der Shoah zu warnen, die nicht mit Massenmord und Gaskammern begonnen habe, sondern mit der Demontage von Demokratie und Menschenrechten. Seine internationale Vortragstätigkeit stand deshalb unter dem Leitspruch „Aufklärung ist Abwehr“.
Als Autor zahlreicher Bücher, die in mehrere Sprachen übersetzt wurden, wollte Wiesenthal ein Vermächtnis für nachfolgende Generationen hinterlassen.

## Leben

### Vorkriegszeit und Schoah

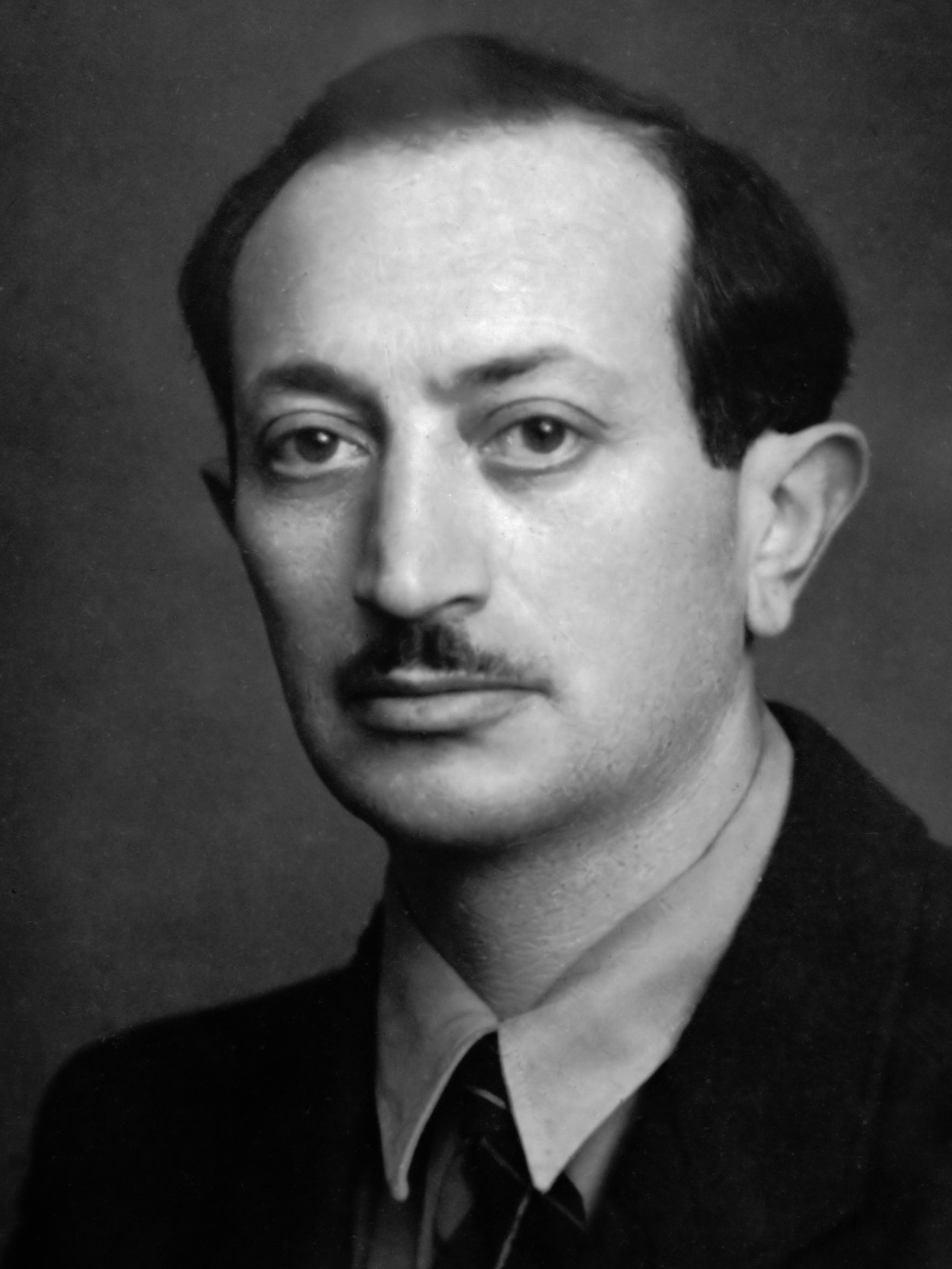
Simon Wiesenthal (etwa 1940)

Wiesenthal war der Sohn des Zuckergroßhändlers und Offiziers des Vielvölkerstaates Österreich-Ungarn Asher Hensel Wiesenthal (1878–1915), der im Ersten Weltkrieg starb, und dessen Frau Rosa geb. Rapp (1874–1942). In Buczacz, das ab Juli 1919 zum neugegründeten Polen gehörte, überlebte Simon Wiesenthal als Zwölfjähriger nur knapp ein Pogrom marodierender russischer Kosaken. Nach seiner Matura (23. Mai 1928, Butschatscher Gymnasium) wurde er wegen einer Quotenbeschränkung gegenüber jüdischen Studenten nicht für das Polytechnische Institut in Lemberg zugelassen. Stattdessen studierte er in Prag Architektur an der Tschechischen Technischen Hochschule in Prag und schloss sein Studium 1932 mit dem Ingenieur-Diplom ab.
1936 heiratete er seine Schulfreundin Cyla Müller (1908–2003), eine entfernte Verwandte Sigmund Freuds, und eröffnete in Lemberg ein Architekturbüro. Nach der sowjetischen Besetzung Ostpolens im Jahr 1939 wurde sein Stiefvater inhaftiert und enteignet. Schließlich starb dieser an den Folgen der Haft. Wiesenthal musste sein Architekturbüro schließen. Er durfte nur noch als Techniker arbeiten.
Nach dem deutschen Überfall auf die Sowjetunion im Juni 1941 wurde Wiesenthal im Juli des Jahres von Angehörigen des Wehrmacht-Bataillons Nachtigall in Lemberg verhaftet. Er arbeitete schon damals mit der polnischen Widerstandsorganisation zusammen. Diese Kontakte nutzte er zur Rettung seiner Frau, so dass sie der Deportation entkam und unter dem Namen Irena Kowalska zuerst nach Warschau flüchten konnte. Mit einem falschen Pass wurde sie zur Zwangsarbeit nach Heiligenhaus ins Rheinland verschleppt und konnte unerkannt überleben.
Nach seiner Verhaftung in Lemberg zwangen deutsche SS- und Wehrmacht-Angehörige Männer der Stadt, sich auf dem Marktplatz neben manngroßen Holzkisten aufzustellen. Die Erschießungen begannen. Um 12 Uhr mittags läuteten die Glocken der Kirche. Einer rief „Schluss jetzt, Vesper“ (Originalinterview mit S. Wiesenthal), und etwa 10 bis 20 Mann vor Simon Wiesenthal hörte das Morden auf. Daraufhin wurde er in ein KZ gebracht.
Simon Wiesenthal sagte oft, er sei in insgesamt zwölf Arbeits- und Konzentrationslagern inhaftiert gewesen, darunter den KZ-Stammlagern Groß-Rosen und Buchenwald, dem Arbeitslager Płaszów und dem Ghetto Lemberg (obwohl laut Tom Segev die richtige Zahl fünf ist). Am 5. Mai 1945 befreite ihn eine Division der 3. US-Armee aus dem KZ Mauthausen in Oberösterreich.

### Nach dem Weltkrieg
Nach dem Zweiten Weltkrieg kam er sofort mit den zuständigen amerikanischen Behörden in Kontakt und übergab bereits am 20. Mai 1945 eine Liste mit 91 nationalsozialistischen Verbrechern. Schon im Juli wurde er von den Amerikanern beauftragt, Adolf Eichmann zu suchen. Erst Ende 1945 sah er seine Frau Cyla wieder.
Seine einzige Tochter, Pauline, wurde 1946 geboren. Er gründete 1947 in Linz, Oberösterreich, die Jüdische Historische Dokumentation, die sich unter anderem zum Ziel setzte, von Zeugen erhaltene Informationen auszuwerten sowie Karteien zu Tätern und Tatorten anzulegen. Wiesenthal engagierte sich in dieser Zeit auch mehrere Jahre lang in der Israelitischen Kultusgemeinde Linz und war deren geschäftsführender Präsident. Das Büro in Linz schloss er 1954, da sich auf dem Höhepunkt des Kalten Krieges kaum eine staatliche Organisation für seine Ermittlungen einsetzte und er daher keine Unterstützung bekam. In dieser Zeit arbeitete er in der Weiterbildung für jüdische Flüchtlinge, die ohne Beruf kaum eine Chance zur Auswanderung hatten. 1961 gründete er in Wien erneut ein Jüdisches Dokumentationszentrum. Auch dieses Zentrum konnte nur aufgrund von Spenden arbeiten.
Simon Wiesenthal berichtete, wie seine neunjährige Tochter Pauline von der Schule nach Hause gekommen sei und gefragt habe: Was sind wir für Menschen? Alle aus der Klasse haben Oma, Opa, Onkel, Tanten, warum haben wir niemanden? Darauf habe er nicht antworten können und sei in Tränen ausgebrochen. Er berichtete, wie ihn das Grauen und das Morden in Träumen und Gedanken immer wieder heimgesucht haben: Dann lag ich in der Nacht schweißnass. Das Ehepaar Wiesenthal verlor im Holocaust 89 Verwandte. Seine Schlafstörungen bekämpfte Wiesenthal mit dem akribischen Sammeln von Briefmarken, vorwiegend aus seiner galizischen Heimat.
Bereits 1953 hatte Wiesenthal mit Hilfe von Briefmarkenfreunden Eichmann in Argentinien aufgespürt. 1954 fand er einen Vermittler, der bereit war, Eichmann zu identifizieren. Jedoch fehlten 500 US-Dollar für dessen Fahrtkosten. Wiesenthal bat den damaligen Präsidenten des Jüdischen Weltkongresses, Nahum Goldmann, um diesen Betrag, er lehnte jedoch ab. Daraufhin gab Wiesenthal sein Wissen an die israelische Regierung weiter.
Im Mai 1960 wurde Eichmann von israelischen Agenten nach Israel entführt und im Eichmann-Prozess in Jerusalem vor Gericht gestellt. Bis zu diesem Zeitpunkt hatte Eichmann mit Hilfe von argentinischen Diplomaten, Funktionären der katholischen Kirche und auch der CIA unbehelligt in Argentinien leben können. Eichmann war neben John Demjanjuk der einzige Nationalsozialist, der in Israel vor Gericht gebracht wurde.
Später bestritt der frühere Mossadchef Isser Harel, dass Wiesenthal bei der Ergreifung Eichmanns geholfen habe. Tom Segev, Wiesenthal-Biograf und israelischer Journalist, bestätigte aber im Juni 2006 die Existenz eines Schreibens von Wiesenthal an den Jüdischen Weltkongress aus dem Jahr 1954, in dem er auf den Aufenthalt Eichmanns in Argentinien hinwies.
Tom Segev schrieb in seiner Biografie auch, dass Wiesenthal jahrelang mit dem israelischen Mossad zusammenarbeitete. Er erhielt ein Monatsgehalt des Geheimdienstes und regelmäßig Besuch von Agenten aus Israel. Mit dem Geld finanzierte Wiesenthal die Arbeit seines Dokumentationszentrums.
Zu den bekanntesten Tätern, die Wiesenthal neben Eichmann ausfindig machte, zählte 1963 Karl Silberbauer in Wien, der 1944 die damals 15-jährige Anne Frank in Amsterdam verhaftet hatte. Silberbauer arbeitete bis dahin unerkannt als Wiener Kriminalrayonsinspektor. Seine Aufdeckung war Wiesenthals schwierigster Fall, da auch in Österreich alte Seilschaften von Nationalsozialisten aktiv wurden.
1967 fand er den KZ-Kommandanten des Vernichtungslagers Treblinka, Franz Stangl, Franz Murer und 1987 in Brasilien den ehemaligen Ghettokommandanten von Przemyśl, Josef Schwammberger. Der Gestapo-Chef von Lyon, Klaus Barbie, bekannt als „Schlächter von Lyon“, arbeitete als Folterspezialist zuerst mit dem CIC zusammen und tauchte dann 1951 in Bolivien unter. Dort spürte ihn das Ehepaar Serge und Beate Klarsfeld auf, worauf er unter Wiesenthals Mithilfe 1983 nach Frankreich ausgeliefert wurde.
Franz Murer, der „Schlächter von Vilnius“, wurde auf Wiesenthals Betreiben mehrmals vor Gericht gestellt. Murer wurde 1948 an die Sowjetunion ausgeliefert und in Vilnius zu 25 Jahren Zuchthaus verurteilt. Die Todesstrafe wurde damals wegen einer Gesetzesänderung nicht gegen ihn verhängt. 1955 wurde er, den Vereinbarungen im Staatsvertrag entsprechend, an Österreich ausgeliefert, aber damals von der österreichischen Justiz nicht weiter verfolgt. Erst 1962 kam es nach Intervention von Simon Wiesenthal zur neuerlichen Verhaftung und einem Prozess in Graz, der mit einem skandalösen Freispruch endete. Franz Murer lebte bis an sein Lebensende, auch nach wiederholten Versuchen, ihn erneut vor Gericht zu stellen, in Gaishorn am See, Bezirk Liezen. Er war noch zuletzt Bezirksbauernvertreter der ÖVP. Im Prozess standen ihm prominente Fürsprecher vor allem aus dem Lager der ÖVP zur Seite.
Da in Österreich eine zentrale Staatsanwaltschaft fehlt, wurden zahlreiche NS-Prozesse nicht geführt. Lediglich 20 Personen wurden seit 1955 in Österreich verurteilt, 23 Personen (darunter zum Teil mit skandalösen Urteilen) sprach man frei. In seinem Memorandum im Jahr 1966 an die ÖVP-Regierung kritisierte Wiesenthal das Desinteresse österreichischer Behörden an der Ausforschung und Strafverfolgung von NS-Tätern in Österreich. Seine Feststellung blieb folgenlos, denn Staatsanwälte und Polizisten waren stets überlastet, Ermittlungen wurden verzögert, ehemalige NS-Angehörige befanden sich unter den ermittelnden Beamten, zu deutschen Parallelprozessen wurden keine Prozessbeobachter entsandt. Ohne Simon Wiesenthals unermüdliches Engagement wäre eine Vielzahl von Ermittlungen gegen zum Teil auch prominente Täter nicht zustande gekommen. Insgesamt wurden seit 1955 etwa gegen 5.500 Personen Erhebungen geführt, die meisten davon jedoch nicht nachdrücklich genug.
Die wenigen Prozesse in Österreich trugen lediglich der außenpolitischen Notwendigkeit Rechnung, überhaupt NS-Prozesse zu führen. Nachdem 1972 die zwei Erbauer der Auschwitzer Krematorien, Fritz Ertl und Walter Dejaco, sowie 1972 (LG Linz) und 1975 (LG Wien) Johann Vinzenz Gogl, ehemaliges Mitglied der Wachmannschaft im KZ Mauthausen und im Nebenlager Ebensee und wegen mehrerer Morde an Häftlingen angeklagt, von den österreichischen Geschworenen freigesprochen worden waren, schien Wiesenthal vorübergehend zu resignieren: In Österreich bleiben etwa 800 Nazis, gegen die ermittelt wurde, unbestraft.
Besonders bitter für die vom Holocaust Betroffenen ist diese Bilanz auch deshalb, weil es unmittelbar nach 1945 durchaus ernsthafte Versuche gegeben hatte, NS-Täter zu verfolgen; dafür zuständig waren die „Volksgerichte“. Sobald die Belasteten aber ab 1949 als Wähler interessant wurden, erlahmte das Interesse der ÖVP-SPÖ-Koalition an der Aufklärung von NS-Verbrechen.

### Konflikte
1975 entstand zwischen Wiesenthal und dem damaligen österreichischen Bundeskanzler Bruno Kreisky ein Disput um die SS-Vergangenheit des FPÖ-Vorsitzenden Friedrich Peter, der als Kreisky-Peter-Wiesenthal-Affäre in die Geschichtsbücher einging. Kreisky warf Wiesenthal im Zuge dieser Affäre ohne Beweise vor, mit der Gestapo kollaboriert zu haben. Wiesenthal erklärte in einem Fernsehgespräch 1978, die Zeit dieser Angriffe seitens Kreiskys sei für ihn die schlimmste seit seiner Inhaftierung im Konzentrationslager gewesen. Ein Gerichtsbeschluss verurteilte Kreisky zu einem Bußgeld für seine Unterstellungen.
Der Jüdische Weltkongress (WJC) engagierte sich 1986 maßgeblich für eine Untersuchung der Vergangenheit des damaligen österreichischen Präsidentschaftskandidaten Kurt Waldheim (siehe auch „Waldheim-Affäre“). Waldheim wurde beschuldigt, falsche Angaben zu seinen Tätigkeiten während des Zweiten Weltkrieges im besetzten Griechenland sowie zu seinen Mitgliedschaften gemacht zu haben. Erst schrittweise räumte Waldheim seine Beschönigungen ein, allerdings war er nie ein SS-Mitglied, wie es ihm anfänglich Vertreter des WJC unterstellt hatten. Als bereits gewählter Bundespräsident wurde Waldheim vor allem auf Betreiben des Jüdischen Weltkongresses in den Vereinigten Staaten 1987 auf die „Watch List“ gesetzt, was ein Einreiseverbot für ihn als Privatperson bedeutete. Wiesenthal nahm gegenüber Waldheim eine differenziertere Haltung ein und forderte stattdessen eine Historikerkommission. Diese wurde auch von der österreichischen Regierung eingesetzt und kam zu dem Schluss, dass Waldheim keine persönliche Schuld an Kriegsverbrechen trage, ihm aber Mitwisserschaft von Deportationen griechischer Juden und das Verschweigen und Beschönigen seiner Tätigkeiten während des Krieges anzulasten seien.
1996 beschuldigte Eli Rosenbaum, der frühere „general counsel“ bzw. Chefsyndikus oder -anwalt des Jüdischen Weltkongresses, Wiesenthal, bei der Suche nach den wichtigsten Kriegsverbrechern versagt zu haben, und unterstellte ihm niedrige Beweggründe. Dieser Vorwurf schadete Wiesenthals Ansehen jedoch nur vorübergehend.
Für Aufsehen sorgte eine Sendung des NDR-Magazins Panorama am 8. Februar 1996. Redaktionsleiter Joachim Wagner ließ neben einigen jüdischen Zeugen vor allem Eli Rosenbaum seine Vorwürfe wiederholen, wie jenen der übertriebenen Darstellung der Erfolge Wiesenthals und auch Wiesenthals Obstruktion in laufenden Ermittlungen. Die FAZ (14. Februar 1996) sah darin den „Versuch einer Hinrichtung“. Wiesenthals Reaktion blieb gelassen: „Mein Lebenswerk lässt sich nicht von ein paar Leuten, die ja selbst kaum etwas getan haben, mit Hilfe quotensüchtiger Fernsehjournalisten zunichte machen.“ (SZ, 12. Februar 1996).
Gefährliche Bedrohungen blieben bestehen, 1982 entging er nur knapp einem Bombenanschlag des Neonazis Ekkehard Weil.

### Späte Anerkennung
1977 wurde das nach ihm benannte Simon Wiesenthal Center mit Hauptsitz in Los Angeles gegründet. Ziel des Zentrums war und ist es bis heute, flüchtige Kriegsverbrecher und Nazis zu verfolgen.
Inzwischen sind weitere Institute in New York, Miami, Toronto, Jerusalem, Paris und Buenos Aires gegründet worden.
Zunächst empfand Simon Wiesenthal es als große Ehre, dass das Simon Wiesenthal Center nach ihm benannt wurde. Dessen Leiter, Marvin Hier, vermittelte ihm zahlreiche Vorträge, Preise und Ehrungen in den Vereinigten Staaten. Es gelang ihm nicht, Simon Wiesenthal mit dem Nobelpreis ehren zu lassen. In späteren Jahren fühlte sich Simon Wiesenthal häufig übergangen oder schlecht informiert, so dass sich die Konflikte häuften. Marvin Hier gelang es immer wieder, ihn zu besänftigen. Simon Wiesenthal hinterließ dem Simon Wiesenthal Center seinen Schreibtisch mit der dahinter aufgehängten Landkarte.
1989 wurde sein Leben in dem mehrfach preisgekrönten Spielfilm Murderers Among Us: The Simon Wiesenthal Story (deutscher Titel: Recht, nicht Rache) mit Ben Kingsley als Simon Wiesenthal verfilmt.

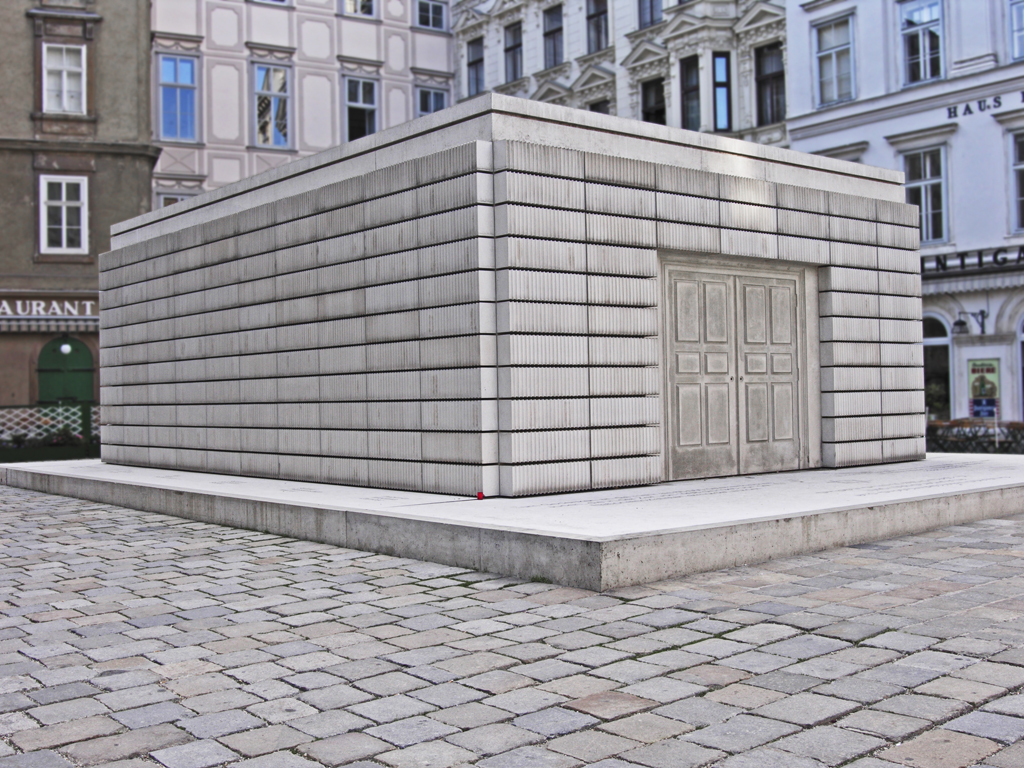
Rachel Whiteread: Mahnmal für die österreichischen Opfer der Shoah, am Wiener Judenplatz, 2000

Auf seine Initiative hin wurde das Mahnmal für die österreichischen jüdischen Opfer der Schoah am Wiener Judenplatz errichtet, seither die zentrale Gedenkstelle für die ermordeten österreichischen Juden.
2003 zog sich Wiesenthal in den Ruhestand zurück. In einem Rückblick auf sein Lebenswerk meinte er, seine Ziele weitgehend verwirklicht zu haben (NZZ, 25. April 2003). Seine Arbeit wird nun von Efraim Zuroff vom Jerusalemer Wiesenthal-Center vor allem in osteuropäischen Ländern weitergeführt. Am 10. November 2003 starb seine Ehefrau Cyla. Sie wurde in der Neuen Israelitischen Abteilung des Wiener Zentralfriedhofs beigesetzt.
2004 wurde Wiesenthal von der britischen Königin Elisabeth II. zum Knight Commander of the Order of the British Empire (KBE) ernannt. Die Bedeutung dieser Auszeichnung ist daran zu erkennen, dass für britische Bürger damit die automatische Erhebung in den Adelsstand verbunden ist. Wiesenthal wurden die Ordensinsignien vom britischen Botschafter in Wien bei einem Besuch in seinem Haus überreicht.
Am 9. Juni 2005 wurde ihm von Bundespräsident Heinz Fischer das Große Goldene Ehrenzeichen für Verdienste um die Republik Österreich verliehen. Während der Kreisky-Wiesenthal-Affäre war Fischer Klubobmann der SPÖ gewesen und hatte einen Untersuchungsausschuss gegen Wiesenthal vorgeschlagen, der allerdings nicht zustande kam. Im Präsidentschaftswahlkampf 2004 distanzierte sich Fischer öffentlich von seiner damaligen Initiative: Ich würde heute anders und reifer handeln, und es tut mir Leid, dass ich damals keinen besseren Weg zur Bereinigung des Konflikts gefunden habe.
Simon Wiesenthal starb am 20. September 2005 in seinem Haus in Wien-Döbling im Alter von 96 Jahren. Er hinterließ seine Tochter Pauline Kreisberg, drei Enkel und sieben Urenkel in Israel. Eine Trauerfeier, bei der Bundespräsident Heinz Fischer und Bundeskanzler Wolfgang Schüssel Reden hielten, fand in der Neuen Israelitischen Abteilung des Wiener Zentralfriedhofs statt.
Wiesenthals letzter Wille war es, in Israel begraben zu werden. Er wurde am 23. September 2005 auf dem Friedhof des Villenviertels Pituach in Herzlia im Beisein von österreichischen und israelischen Regierungsvertretern beigesetzt.

## Würdigung
Biografen, Journalisten, Freunde und Gegner haben Simon Wiesenthal mit zahlreichen Etikettierungen versehen. Je nach Motivation wird Wiesenthal als „unbequemer Zeitgenosse“, „obsessiver Wahrheitssucher“, „lebende Legende“, „Störfaktor“ und „Provokateur“ der österreichischen Innenpolitik, „Gestapo-Kollaborateur“, „personifiziertes jüdisches Gewissen“, „Don Quichotte oder James Bond“, „praktischer Philosoph“ oder – geläufigste und zum Synonym gewordene Beifügung – „Nazijäger“ bezeichnet.
Er selbst bezeichnete sich in seinen Erinnerungen als Kriminalist; Briefe unterschrieb er als Diplom-Ingenieur oder mit dem Zusatz „Leiter des Dokumentationsarchivs des Bundes jüdischer Verfolgter des Naziregimes“.
Wiesenthal sah sich auch nicht als Rächer, da er keinen Hass empfunden habe. Er habe jedoch an die vielen Menschen gedacht, die es nicht mehr gebe, und sich stellvertretend für diese vielen Ermordeten und zu Tode Gequälten eingesetzt. Wiesenthal war bestrebt, die Menschen nach der Shoa zu beschützen und die Mörder und Unmenschen zu lehren, dass sie ihrer Strafe und Verurteilung nicht entkommen könnten. Dies gelte auch trotz ihrer vorerst erfolgreichen Flucht aufgrund der Hilfe durch diplomatische Kanäle und katholisch-kirchliche Netzwerke, die sog. Rattenlinie.
Nach dem Krieg glaubte Simon Wiesenthal zunächst an die Kollektivschuld der Deutschen an den Naziverbrechen. Schließlich habe er seine Meinung geändert, denn die Juden seien „seit 2000 Jahren Opfer der Kollektivschuldthese“. Seine Arbeit habe vielmehr darauf abgezielt, individuelle Schuld aufzuzeigen.

## Simon-Wiesenthal-Preis
2021 wurde der im Vorjahr vom österreichischen Nationalrat beschlossene und mit insgesamt 30.000 Euro dotierte Simon-Wiesenthal-Preis für zivilgesellschaftliches Engagement gegen Antisemitismus erstmals ausgeschrieben. Die FPÖ hatte sich 2020 als einzige Parlamentspartei gegen die Schaffung des Preises ausgesprochen, da Friedrich Peter von Simon Wiesenthal laut Herbert Kickl „zu Unrecht verfolgt“ worden sei.
Die Auszeichnung erhielten im Mai 2022 die Zeitzeugen Lily Ebert (Großbritannien), Zwi Nigal (Israel), Karl Pfeifer (Österreich) und Liliana Segre (Italien).

## Kritik
Der britische Autor Guy Walters beschreibt Wiesenthal als einen „Lügner“, der falsche oder übertriebene Behauptungen über seine akademische Karriere und seine Kriegsjahre aufgestellt habe. Walters behauptet, dass viele Unstimmigkeiten in seinen Memoiren zu finden seien, so dass es unmöglich sei, ein zusammenhängendes Bild von Wiesenthals Leben im Zweiten Weltkrieg zu zeichnen. In einer Reaktion darauf wird der Direktor der Wiener Library, Ben Barkow, zitiert – es sei möglich zu akzeptieren, dass Wiesenthal ein Angeber und sogar ein Lügner sei, und gleichzeitig Wiesenthals dokumentierte Leistungen anzuerkennen. Walters’ Ansicht, Wiesenthal hätte an der Verfolgung von NS-Tätern keinen wirklichen Anteil gehabt, wird vom israelischen Historiker Tom Segev entschieden widersprochen, abgesehen vom Fall Eichmann.  Allerdings vertritt auch Segev die Auffassung, dass Wiesenthal bei seiner Arbeit fallweise übertrieb, dramatisierte, seine Veröffentlichungen mit frei erfundenen Episoden anreicherte und gelegentlich mehrere Versionen desselben Ereignisses verbreitete.
Der Spiegel veröffentlichte 2010 ein kritisches Porträt von Wiesenthal.

## Wissenschaftliche Einrichtungen und Dokumentationsstellen

### Simon-Wiesenthal-Archiv
Simon Wiesenthals Tätigkeitsnachlass setzt sich einerseits aus einer umfangreichen Sammlung von Dokumenten zu NS-Tätern und NS-Verbrechenskomplexen (rund 8000 Akten in ca. 35 lfd. Meter) zusammen. Andererseits enthält er auch zahlreiche Unterlagen zur Auseinandersetzung Wiesenthals mit der österreichischen Innen- und Außenpolitik sowie unterschiedlichste Zeugnisse seines Engagements wider das Vergessen. Dieser Nachlass ist in seinem Dokumentationszentrum des Bundes Jüdischer Verfolgter des Naziregimes (Simon-Wiesenthal-Archiv) in der Wiener Innenstadt untergebracht und wird dort systematisch erschlossen und detailliert digital erfasst.

### Wiener Wiesenthal Institut für Holocaust-Studien (VWI)

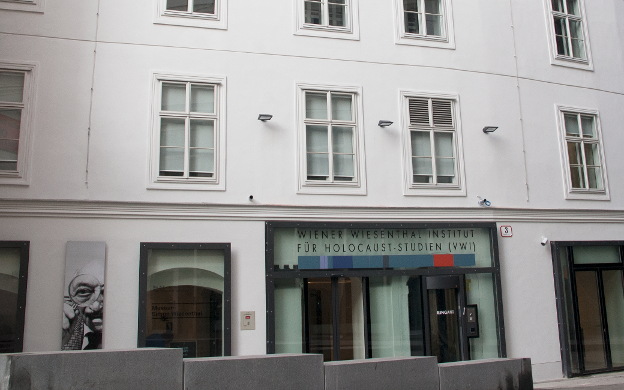
Wiener Wiesenthal Institut für Holocaust-Studien (VWI); Wien, Rabensteig 3

Die Frage nach dem späteren Bestimmungsort für seinen Tätigkeitsnachlass wurde Wiesenthal in seinen letzten Lebensjahren immer wieder gestellt. In die engere Wahl kamen die Holocaust-Gedenkstätte Yad Vashem in Israel und das Simon-Wiesenthal-Center in Los Angeles. Als jedoch die Israelitische Kultusgemeinde Wien (IKG) mit dem Plan der Gründung eines Shoah-Forschungszentrums am Wiener Rabensteig an ihn herantrat, sah er darin einen würdigen Platz, um sein Lebenswerk in Österreich zu belassen. Gemeinsam mit österreichischen und internationalen Holocaust-Forschern und Wissenschaftern anderer Disziplinen wurde ein Konzept für den Aufbau eines Forschungsinstituts entwickelt.
Eine der Grundideen dieser Forschungseinrichtung war u. a. die Integration der Bestände seines Archivs in dieses, schließlich nach ihm benannte Wiener Wiesenthal Institut für Holocaust-Studien (VWI). Weitere Trägerorganisationen dieses 2009 gegründeten, seit 2012 im Vollbetrieb befindliche Institut sind neben dem Dokumentationszentrum des Bundes Jüdischer Verfolgter des Naziregimes und der Israelitischen Kultusgemeinde Wien (IKG), das Dokumentationsarchiv des österreichischen Widerstandes (DÖW), das Institut für Zeitgeschichte der Universität Wien, die International Holocaust Remembrance Alliance (IHRA), das Zentrum für Jüdische Kulturgeschichte der Universität Salzburg sowie das Jüdische Museum Wien (JMW).
Das Wiener Wiesenthal-Institut für Holocaust-Studien (VWI), Wien 1., Rabensteig 3, beherbergt seit Jänner 2017 die Sammlungen. Im neuen Gebäude des VWI befindet sich im Erdgeschoß auch die allgemein zugängliche Ausstellung Die Zukunft des Erinnerns – Museum Simon Wiesenthal.

## Auszeichnungen (Auswahl)
- Wiesenthal erhielt insgesamt 18 Ehrendoktorate von Universitäten auf der ganzen Welt, davon sind sieben rechtswissenschaftliche Fakultäten.
- Congressional Gold Medal 1980
- Großes Silbernes Ehrenzeichen für Verdienste um das Land Wien 1985
- Jerusalem-Medaille 1985
- Großes Bundesverdienstkreuz 1985
- Ritter der Ehrenlegion 1986
- Kommandeur des Ordens von Oranien-Nassau
- Kommandeur des Verdienstordens des Großherzogtums Luxemburg
- Four Freedoms Award in der Kategorie Freiheit von Furcht 1990[30]
- National Hero Award, New York 1991
- Otto-Hahn-Friedensmedaille in Gold 1991
- Ehrenmedaille der UNESCO und der Stadt Paris 1992
- Erasmuspreis 1992
- Österreichisches Ehrenkreuz für Wissenschaft und Kunst Erster Klasse 1993
- Ehrendoktorwürde der Jagiellonen-Universität in Krakau (als erster Jude überhaupt) 1994
- Ehrendoktorwürde der Université libre de Bruxelles 1994[31]
- Kommandeur des Ordens Polonia Restituta 1994
- Menschenrechtspreis der Karl-Franzens-Universität Graz 1994
- Ehrenpreis des österreichischen Buchhandels für Toleranz in Denken und Handeln 1995
- Ehrenring der Stadt Linz
- Ehrenbürger der Stadt Wien 1995
- Ehrendoktorwürde der Ben-Gurion-Universität im Negev in Beʾer Scheva, Israel
- Ehrendoktorwürde der Bar-Ilan-Universität in Ramat Gan, Israel
- World Tolerance Award 2000
- Presidential Medal of Freedom 2000
- Medal of Honor der Internationalen Vereinigung der Staatsanwälte (IAP) in Wien 2002
- Knight Commander of the Order of the British Empire (KBE) 2004
- Großes Goldenes Ehrenzeichen für Verdienste um die Republik Österreich 2005[32]
- 2006 wurde im Wiener Bezirk Leopoldstadt die Ichmanngasse zu Ehren von Wiesenthal umbenannt; dort befinden sich die Zwi-Perez-Chajes-Schule, der SC Hakoah Wien und das Maimonides-Zentrum, jüdisches Sanatorium, Pflegeheim und Altersresidenz.[33]
- Sondermarken Simon Wiesenthal. Gemeinschaftsausgabe der Österreichischen Post AG mit der Postverwaltung Israels; 1. Israelischer Kleinbogen Ersttag: 14. Juni 2010[34] 2. „Recht – Nicht Rache“, Sondermarke 0,75 €[35]

## Publikationen

### Eigene Schriften
- KZ Mauthausen. Bild und Wort. Ibis, Linz und Wien, 1946 (Digitalisat der Oberösterreichischen Landesbibliothek).
- Groß-Mufti – Groß-Agent der Achse. Tatsachenbericht mit 24 Photographien. Reid, Salzburg und Wien 1947.
- Ich jagte Eichmann. Tatsachenbericht. S. Mohn, Gütersloh 1961.
- Humor hinter dem Eisernen Vorhang. Signum, Gütersloh 1962 (unter dem Pseudonym Mischka Kukin).[36]
- Doch die Mörder leben. Herausgegeben und eingeleitet von Joseph Wechselberg. Droemer Knaur, München / Zürich 1967.
- Die gleiche Sprache. Erst für Hitler – jetzt für Ulbricht. Pressekonferenz von Simon Wiesenthal am 6. September 1968 in Wien. R. Vogel, Bonn 1968.
- Die Sonnenblume. Von Schuld und Vergebung. Hoffmann und Campe, Hamburg 1970, ISBN 3-455-08292-0.
- Segel der Hoffnung. Die geheime Mission des Christoph Columbus. Walter, Olten / Freiburg im Breisgau 1972, ISBN 3-530-95300-8. Neuauflage: Segel der Hoffnung. Christoph Columbus auf der Suche nach dem gelobten Land. Ullstein, Berlin 1991, ISBN 3-550-06189-7.
- Max und Helen. Ein Tatsachenroman. Ullstein, Berlin u. a. 1981, ISBN 3-550-06352-0. (Anm.)
- Krystyna. Die Tragödie des polnischen Widerstands. Nymphenburger, München 1986, ISBN 3-485-00535-5.
- Jeder Tag ein Gedenktag. Chronik jüdischen Leidens. Bleicher, Gerlingen 1988, ISBN 3-88350-606-0.
- Flucht vor dem Schicksal. Roman. Nymphenburger, München 1988, ISBN 3-485-00546-0.
- Recht, nicht Rache. Erinnerungen. Ullstein, Frankfurt am Main / Berlin 1988, ISBN 3-550-07829-3.
- Denn sie wußten, was sie tun. Zeichnungen und Aufzeichnungen aus dem KZ Mauthausen. Deuticke, Wien 1995, ISBN 3-216-30114-1.

### Herausgeber
- Verjährung. 200 Persönlichkeiten des öffentlichen Lebens sagen nein. Eine Dokumentation. Europäische Verlags-Anstalt, Frankfurt am Main 1965.
- Projekt: Judenplatz Wien. Zur Konstruktion von Erinnerung. Zsolnay, Wien 2000, ISBN 3-552-04982-7.

## Filme über Simon Wiesenthal
- „Die Akte Odessa“, Shmuel Rodensky als Simon Wiesenthal, 1974, Thriller-Drama, 120 Min.
- „Simon Wiesenthal oder Ich jagte Eichmann“, Fernsehporträt von Hans-Dieter Grabe, Erstausstrahlung im deutschen Fernsehen am 2. März 1978, wiederholt auf 3sat am 2. April 2008 in der Reihe „Vor 30 Jahren“, 50 Min.
- „Recht, nicht Rache“, Ben Kingsley als Simon Wiesenthal, 1989, Spielfilm-Drama, 168 Min.
- „Die Kunst des Erinnerns – Simon Wiesenthal“, Buch und Regie: Hannah Heer und Werner Schmiedel, A/USA 1994/1995, Dokumentarfilm mit Filmszenen, Musik: John Zorn, 99 Min.[37]
- „Simon Wiesenthal“, Buch und Regie: Andreas Novak, Dokumentation, ORF, 45 Min., Erstausstrahlung am 27. Oktober 2000. Diese Dokumentation erhielt den Dr.-Karl-Renner-Publizistikpreis für das Jahr 2000, die höchste Auszeichnung im österreichischen Journalismus[38]
- „Zur Erinnerung an Simon Wiesenthal. Gegen das Vergessen“, ZDF, Dokumentation, 15 Min., Erstausstrahlung am 21. September 2005
- Ich habe Euch nicht vergessen (I Have Never Forgotten You: The Life & Legacy of Simon Wiesenthal). Dokumentation, USA, 2007, 141 Min., Regie: Richard Trank, Sprecherin: Nicole Kidman[39][40]

## Anmerkung
- 1990: Schrei der Verdammten. Regie: Philip Saville, USA/UK.[44]
- 2015: Max und Hélène. Rai Fiction, Italien. Abweichend zum Buch lebt in diesem Film Max in Venedig und ist Helen keine echte Jüdin, sondern gibt sich in der Nazizeit aus Liebe zu Max als Jüdin aus.[45]